# Episódio 210
O décimo episódio da segunda temporada da série de televisão de comédia de situação norte-americana 30 Rock foi originalmente transmitido pela primeira vez na noite de 10 de Janeiro de 2008 através da rede de televisão National Broadcasting Company (NBC). O seu enredo foi escrito por Robert Carlock e Donald Glover, com a realização ficando sob responsabilidade de Richard Shepard. As estrelas convidadas para o episódio foram Kevin Brown, Grizz Chapman, Maulik Pancholy, Edie Falco, Edward Herrmann, James Cavanagh Burke, James Arden, Julia Barnett, e Toby Huss. Gladys Knight participou a interpretar uma versão fictícia de si mesma.
O argumento do episódio foca-se na argumentista do TGS Liz Lemon (interpretada por Tina Fey) e a sua decisão de investir no mercado de imobiliário. Entretanto, Jack Donaghy (Alec Baldwin) encontra-se dividido entre o seu trabalho e a sua namorada, enquanto o estagiário Kenneth Parcell (Jack McBrayer) desenvolve vício por café. A produção e transmissão deste episódio foram fortemente afectadas pela greve dos argumentistas do Writers Guild of America (WGA) de 2007-08. Como consequência, a NBC nunca atribuiu um título oficial, dando liberdade a alguns periódicos de o intitularem "Liz the Business Woman", "Coffee & TV", entre outros.
Em geral, embora não universalmente, o episódio foi recebido com diversos elogios pela crítica especialista em televisão do horário nobre, particularmente pela interpretação de "Midnight Train to Georgia" (1973), canção de Knight que recebeu nova versão pelo elenco de 30 Rock. Além desta música, um trecho de "You Oughta Know" (1995), de Alanis Morissette, foi também cantado por Liz. Segundo os dados publicados pelo serviço de mediação de audiências Nielsen Ratings, o episódio foi assistido por uma média aproximada de seis milhões de telespectadores ao longo da sua transmissão original, e recebeu a classificação de 2,8 e sete de share no perfil demográfico dos telespectadores entre os dezoito aos 49 anos de idade.

## Produção e desenvolvimento
O décimo episódio da segunda temporada de 30 Rock teve o seu enredo escrito pelo produtor executivo Robert Carlock e Donald Glover, com a realização ficando a cargo de Richard Shepard. Este foi o sexto crédito de escrita de argumento por Carlock, com "Jack Gets in the Game" sendo o seu trabalho anterior à este, e foi a estreia de ambos Glover e Shepard.

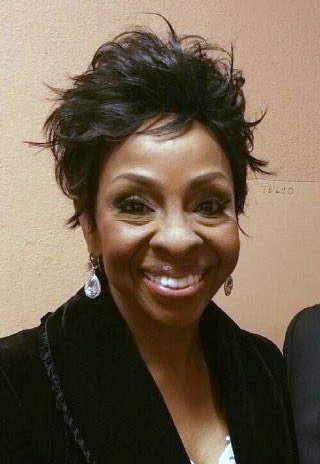
A cantora Gladys Knight participou deste episódio a interpretar uma versão fictícia de si mesma.

Similarmente a "Ludachristmas", este episódio é notável por não ter recebido um título oficial pela NBC, sendo apresentado e igualmente divulgado pela rede à imprensa como "Episódio 210". Isto levou alguns periódicos televisivos a atribuírem títulos não oficiais como "Liz the Business Woman", "Coffee & TV", entre outros.
Partes do episódio foram filmadas na semana de 5 de Novembro de 2007, que coincidiu com o arranque da greve dos argumentistas do WGA (2007-08). A greve, que iniciou às cinco horas e um minuto da manhã (UTC-5) daquele dia, não afectou o episódio, como este teve o seu argumento escrito antes e a sua filmagem concluída a 9 de Novembro. Os membros de ambos WGA Este e Oeste votaram terminar a greve de cem dias a 12 de Fevereiro de 2008, com os guionistas membros recebendo autorização para voltar a trabalhar no mesmo dia, todavia Robert Carlock retornou ao trabalho a 11 de Fevereiro. O WGA permitiu que os produtores de 30 Rock voltassem a trabalhar a 11 de Fevereiro, durante a preparação para a conclusão da greve, enquanto os argumentistas, por sua vez, ré-iniciaram o seu trabalho no dia após o fim da greve e deram início à produção de "MILF Island", o décimo primeiro episódio da temporada. Durante a greve, Fey — produtora executiva, guionista e estrela principal de 30 Rock — teve que equilibrar os seus deveres de modo a não violar as regras de greve estabelecidas pelo WGA. Ela juntou-se à greve acompanhada de Jack McBrayer, co-estrela de 30 Rock, enquanto Alec Baldwin também deu apoio aos argumentistas através de publicações no portal The Huffington Post.
Embora seus nomes tenham sido listados durante a sequência de créditos finais, os actores Scott Adsit, Judah Friedlander, Katrina Bowden, Keith Powell, e Lonny Ross — intérpretes das personagens Pete Hornberger, Frank Rossitano, Cerie Xerox, James "Toofer" Spurlock e, Josh Girard, respectivamente — não participaram deste episódio. A cantora Gladys Knight participou deste episódio a interpretar uma versão fictícia de si mesma.

## Enredo
A estrela do TGS Tracy Jordan (interpretado por Tracy Morgan) compra uma máquina de café e coloca-a na secretária do estagiário Kenneth Parcell (Jack McBrayer), levando-o a desenvolver uma dependência por cafeína. Acreditando ter sido "sodomizado", o funcionário começa a se sentir culpado por ter permitido ser alterado pela Cidade de Nova Iorque, descumprindo uma promessa que fez à sua mãe. Então, Kenneth decide apanhar o comboio da meia-noite para regressar ao estado de Geórgia, porém, fica confuso com os horários e perde a viagem. Enquanto isso, Liz Lemon (Tina Fey) aceita o conselho de Jack para investir em imóveis. A sua amiga Jenna Maroney (Jane Krakowski) informa-lhe que o seu gerente de negócios tem o seu apartamento à venda, porém, a venda está sujeita à aprovação do conselho de cooperação do edifício, que rejeita-a após fazer uma má impressão. Então, Liz fica embriagada e faz várias chamadas de telefone ao conselho.
Entretanto, Jack está envolvido no processo de negociação para adquirir uma rede de televisão a cabo da Alemanha, mas está ao mesmo tempo a fazer esforços para equilibrar o seu trabalho e a sua relação com Celeste "C.C." Cunningham (Edie Falco), cujo emprego fez com que se mudasse para Washington D.C.. Incapaz de se encontrarem quando desejam, o casal decide "se encontrar à meio do caminho" (em um salão de apostas na Pensilvânia), mas este acordo se revela inadequado e, mais tarde, decidem se separar. Jack, em conversa com Liz, compara o seu relacionamento com C.C. ao de Liz com Floyd DeBarber (Jason Sudeikis).

## Transmissão e repercussão
Este episódio foi originalmente transmitido nos Estados Unidos pela NBC na noite de 10 de Janeiro de 2008, sendo o último episódio de 30 Rock, incluindo repetições, a ser emitido até à noite de 10 de Abril seguinte, data na qual "MILF Island" foi exibido.

### Audiência
Segundo as estatísticas publicadas pelo serviço de mediação de audiências Nielsen Ratings, o décimo episódio da segunda temporada do seriado foi assistido em uma média arredondada de seis milhões de agregados familiares ao longo da sua transmissão original norte-americana e recebeu a classificação de 2,8 e sete de share no perfil demográfico dos telespectadores entre os dezoito aos 49 anos de idade. O 2,8 refere-se a 2,8 por cento de todos os cidadãos de 18 a 49 anos de idade nos Estados Unidos, e o sete refere-se a sete por cento de todos os telespectadores de 18 a 49 anos de idade assistindo televisão nos EUA no momento da transmissão.

### Análises da crítica
| Críticas profissionais  | Críticas profissionais |
| Avaliações da crítica   | Avaliações da crítica  |
| Fonte                   | Avaliação              |
| ----------------------- | ---------------------- |
| AOL                     | (positiva)             |
| The A.V. Club           | A                      |
| The Boston Globe        | (positiva)             |
| Entertainment Weekly    | (positiva)             |
| IGN                     | 8,4/10                 |
| Television Without Pity | A+                     |
| TV Guide                | (positiva)             |

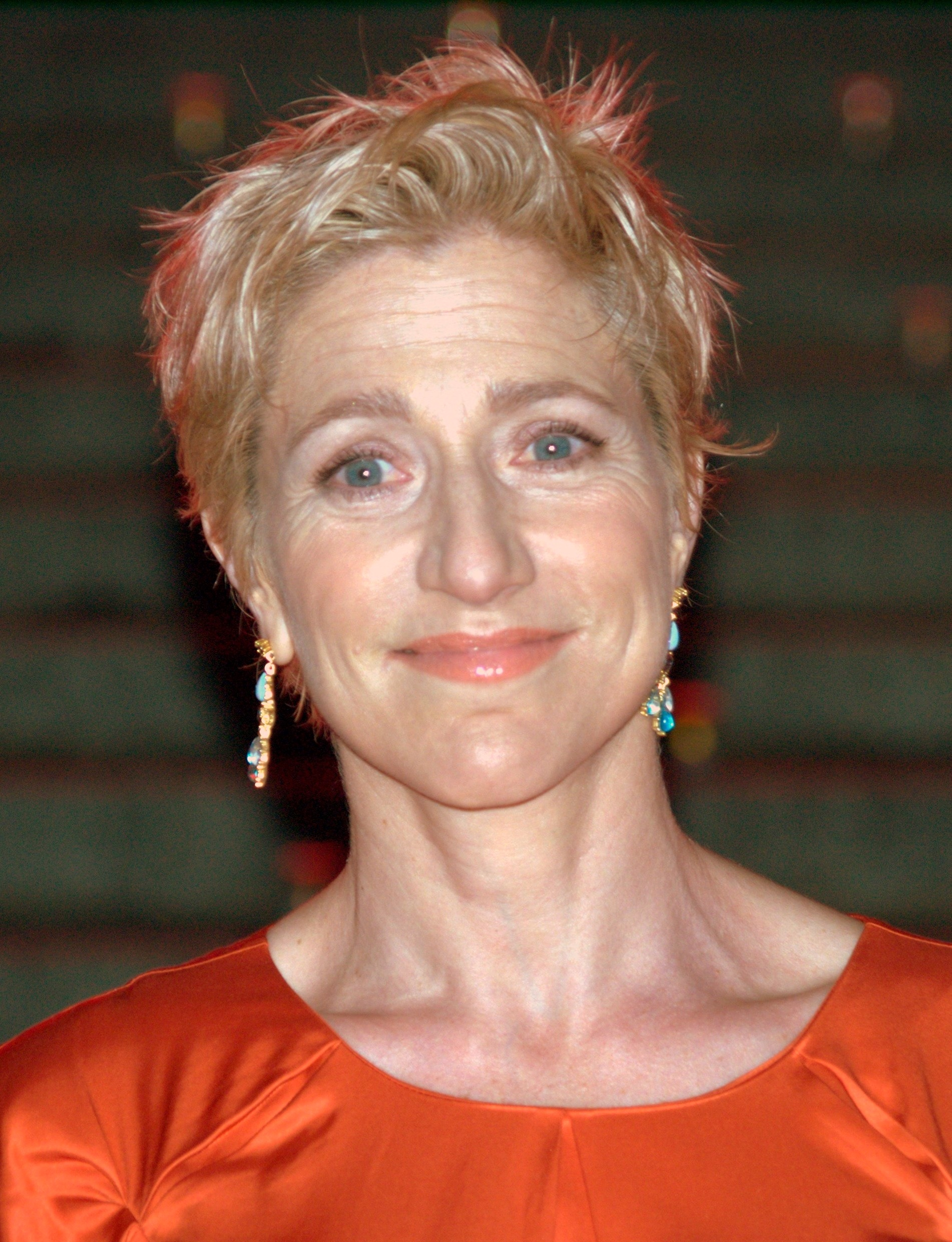
A actriz convidada recebeu uma nomeação para um prémio Primetime Emmy pelo seu desempenho como a personagem Celeste "C.C." Cunningham.

Em geral, o episódio foi recebido com opiniões positivas pela crítica especialista em televisão do horário nobre, com Michael Neal, para o blogue Television Without Pity, atribuindo a classificação de A+ de uma escala de A à F. Jeff Labrecque, para a revista electrónica Entertainment Weekly, achou que "o episódio concluiu com força, apresentando um desempenho musical fabuloso de Gladys Knight." Matt Webb Mitovich, para a revista de entretenimento TV Guide, também elogiou o desempenho musical, opinando que "o desempenho de 'Midnight Train to Georgia' no final do episódio... Uau. Tão inesperado e tão divertido."
Joanna Weiss, escrevendo para o jornal The Boston Globe, teve uma opinião similar, afirmando que "[o episódio] terminou com um interlúdio musical que foi hilário e saudoso." Igualmente elogiando o desempenho musical na sua análise para o jornal de entretenimento The A.V. Club, o qual comparou à série de televisão Ally McBeal, o crítico Nathan Rabin atribuiu a avaliação de A de uma escala de A à F. Bob Sassone, para a coluna TV Squad do portal norte-americano AOL, concordou que este "foi um bom episódio para iniciar o hiato, caso isso melhore as coisas," no entanto, criticou o facto dos argumentistas do TGS with Tracy Jordan não terem estado presentes, embora poderiam ter sido efectivamente usados.
Não obstante, houve comentáros negativos sobre o episódio, inclusive de Robert Canning, para o portal britânico IGN. Segundo ele, este episódio "não foi o mais espectacular desta temporada" e "infelizmente, não havia muito engraçado sobre ele. Claro, houve uma quantia decente de piadas mas, em geral, [o enredo de Kenneth] ofereceu nada de novo." Apesar dessas opiniões, Canning também elogiou o desempenho de "Midnight Train to Georgia" e concluiu a sua análise avaliando o episódio com 8,4 de um máximo de dez.

### Prémios e nomeações
Na sexagésima cerimónia anual dos prémios Primetime Emmy, os sonoplastas Bill Marino, Tony Pipitone, e Griffin Richardson venceram na categoria "Melhor Mistura de Som para uma Série de Comédia ou Drama (meia-hora) e Animação". Esta foi a segunda consecutiva nomeação do seriado nessa categoria. Ainda nessa cerimónia, a actriz Edie Falco recebeu uma nomeação na categoria "Melhor Actriz Convidada em Série de Comédia" pelo seu desempenho como a personagem Celeste "C.C." Cunningham. Todavia, perdeu para a actriz Kathryn Joosten pelo seu desempenho como a personagem Karen McCluskey no episódio "Welcome to Kanagawa" do seriado Desperate Housewives.